# 張政 (1870年代)
张政（1876年或1879年—1926年或1928年或1929年），字梓忠，号悔斋，四川江油人。清末民初政治人物。

## 生平
张政是清朝光绪年间举人。四川諮議局成立，张政當選爲議員，旋即当選資政院議員。
中华民国成立后，曾任剑阁县知事。
1929年，在渡潼川时，因翻船而死亡。

## 著作
总纂民國十七年（1928年）出版的《劍閣縣續志》。